# Powiat d'Opatów
Le powiat d'Opatów (en polonais : powiat opatowski) est un powiat appartenant à la voïvodie de Sainte-Croix dans le centre-sud de la Pologne.

## Division administrative
Le powiat d'Opatów comprend 8 communes :
- 2 communes urbaines-rurales : Opatów et Ożarów ;
- 6 communes rurales : Baćkowice, Iwaniska, Lipnik, Sadowie, Tarłów et Wojciechowice.